# Кавасима, Эйдзи
Э́йдзи Кава́сима (яп. 川島 永嗣 Кавасима Эйдзи, 20 марта 1983, Йоно, Сайтама) — японский футболист, вратарь клуба «Страсбур» и сборной Японии. Победитель Кубка Азии 2011 года.

## Клубная карьера
На детском и юношеском уровне играл за команды школ Яхата Йоно и Нисинака Йоно, а также старшей школы Урава Хигаси. Профессиональную карьеру начал в 2001 году в клубе Второго дивизиона чемпионата Японии «Омия Ардия», однако в том сезоне на поле не выходил, дебютировав только в сезоне 2002 года, в котором провёл 8 матчей в лиге и ещё 4 игры в Кубке Императора.
В следующем году сыграл уже 33 матча, после чего покинул клуб, пополнив ряды команды Первого дивизиона Джей-лиги «Нагоя Грампус», в составе которой дебютировал в 2004 году, всего проведя за тот сезон 4 матча в чемпионате и 8 встреч в Кубке лиги. В сезоне следующего года тоже появлялся на поле не часто, сыграл 3 матча в лиге, 1 в Кубке страны и 6 в Кубке лиги. В 2006 году, в своём последнем сезоне в клубе из Нагои, провёл 10 матчей в чемпионате и 4 в Кубке лиги.
В 2007 году перешёл в «Кавасаки Фронтале», где сразу стал основным вратарём команды, сыграв во всех 34 матчах клуба в лиге того сезона, в 4-х матчах Кубка Японии, в 3-х встречах Кубка лиги и в 7 матчах Лиги чемпионов АФК. В том году стал вместе с командой полуфиналистом Кубка Императора и финалистом Кубка лиги, сыграв в том числе и в решающем матче, в котором его команда потерпела поражение от клуба «Гамба Осака» со счётом 0:1. В следующем сезоне снова сыграл во всех 34 встречах команды в чемпионате, тем самым внеся значительный вклад в достижение клубом звания вице-чемпиона страны. Кроме того, провёл по одному матчу в Кубке лиги и Кубке страны.
В сезоне 2009 года в 3-й раз защищал ворота команды во всех 34 матчах турнира, по итогам которого снова стал вместе с клубом вице-чемпионом Японии. Помимо этого, сыграл 1 встречу в Кубке Императора, 9 матчей в Лиге чемпионов АФК и 3 игры провёл в Кубке лиги, в котором клуб из Кавасаки снова дошёл до финала и снова потерпел поражение (на этот раз со счётом 0:2 от «Токио»), а Эйдзи и в этот раз принял участие в решающем матче.
После чемпионата мира 2010 года перешёл в бельгийский «Льерс». Кавасима был основным вратарём «Льерса» на протяжении двух сезонов, два года подряд болельщики клуба признавали его лучшим игроком своей команды. В сезоне 2011/2012 Эйдзи был капитаном клуба. В 2012 году сообщалось, что Кавасимой интересуется итальянский «Милан».

## В сборной
Выступал за юношеские и молодёжные сборные Японии разных возрастов. С 2002 по 2003 год в составе сборной до 20 лет сыграл 13 матчей, в том числе провёл 5 встреч в финальном турнире молодёжного чемпионата мира 2003 года.
В составе главной национальной сборной Японии дебютировал 17 февраля 2008 года в матче против сборной КНДР, однако вызываться в первую команду страны начал раньше: в 2007 году был в её составе на Кубке Азии, но на поле не выходил.
В 2010 году Кавасима был включён в заявку команды на финальный турнир чемпионата мира в ЮАР, где сыграл во всех 4-х матчах команды на турнире, пропустил 2 мяча в 3-х играх на групповой стадии и 5 голов в серии послематчевых пенальти в 1/8 финала против сборной Парагвая, которой Япония в итоге уступила.
Участник чемпионата мира 2018 года в России. На турнире был основным вратарём сборной, без замен провёл все четыре матча своей команды.
Был включён в состав сборной на чемпионат мира 2022 в Катаре.

## Достижения

### Командные
«Кавасаки Фронтале»
- Вице-чемпион Японии (2): 2008, 2009
- Финалист Кубка Джей-лиги (2): 2007, 2009

### Личные
«Кавасаки Фронтале»
- Лучший вратарь чемпионата Японии (в списке 11 лучших футболистов Джей-лиги): 2009
- Обладатель приза Fair Play Джей-лиги: 2009